# مرام الغامدي
مرام الغامدي ممثلة وعارضة أزياء سعودية سعودية.ولدت في عام 1988 في السعودية، ودرست في المنطقة الشرقية، كانت بدايتها في عرض الأزياء، ثم اتجهت بعد ذالك إلى التمثيل، وكان أول عمل لها في مسلسل 60 يوم من بطولة الفنان تركي اليوسف.

## أعمالها
- مسلسل 60 يوم
- فيلم الشاهد الوحيد[3]
- مسلسل ذهبت مع الماء